# こんやのニュース
『こんやのニュース』は、フジテレビ系列で2015年3月30日から2016年10月2日まで毎日20:54 - 21:00（JST）に生放送されていたスポットニュース番組である。フジテレビの番組ページやEPGでは『あしたの天気』とのオムニバス形式として『こんやのニュース・あしたの天気』と表記されていた。

## 概要
FNNの報道番組の大幅刷新を図る一環として、当時の亀山千広社長の主導で2014年度に放送した『FNN NEWS Pick Up』から大幅にリニューアルされた。『あしたのニュース』と夕方の『みんなのニュース』の姉妹番組として位置づけられ、タイトルロゴは似たものが用いられていた。また、『こんやのニュース』の開始により、ニュース系列の冠がつく夜のスポットニュース番組は消滅した。
『こんやのニュース』ではその時間までの最新ニュースと、その日放送する『あしたのニュース』→『ユアタイム』の予告編を放送していた（大きなニュースの場合、時間を延長して予告編を省く場合もあった。その際はEDは土日版と同じBGMで終了していた）。エンディングのみではあるが、『FNNレインボー発・あすの天気』以来のお台場付近の夜景映像が復活していた。『あしたのニュース』・『ユアタイム』の放送が無い週末・年末年始は番組予告は行わずに最新ニュースのみが放送された。
『あしたのニュース』が放送されていた時期は同番組のセットの巨大ディスプレイの横に立ってニュースを伝え、予告編では同番組のBGMとともに巨大ディスプレイに予告VTRが流された。『ユアタイム』放送開始直後は『みんなのニュース』などと共同のセットから伝える形となり、斜め向かいにある『ユアタイム』のセットから同番組の暫定テーマソング（洋楽）とともにメインパートナー市川紗椰とニュースコンシェルジュの2人による予告編が放送されていたが、2016年5月に『ユアタイム』のテーマソングとして桑田佳祐の「百万本の赤い薔薇」が完成してからは本編のキャスターがそのまま予告編を読む形に戻された（巨大ディスプレイは使用せず）。
フジテレビではこれまでの番組同様、オープニングおよびエンディングに、スポンサー企業のキャッチフレーズや、社名のナレーション、ロゴCG、ある場合はサウンドロゴがCM代わりに流れており、一般的な形式のCMは放送されなかった。ただし、まれにスポンサーがない場合があり、この場合はテーマ曲とお天気カメラの映像のみが流れていた。
天気予報については当番組の立ち上げと同時にタイトルが従来の『あすの天気』から『あしたの天気』へ改められた。『あしたの天気』では当日あるいは近日放送されるFNS系列のドラマやバラエティなどの番組や、フジテレビ関連の映画やイベントの映像をバックに、関東地方の天気予報を伝えていた。
ゴールデンタイムに長時間特番が組まれる場合、放送休止になることがあった。
なお、一部のネット局では前番組同様に独自のタイトルに改題を行ったり、当番組をネットせずにローカルニュースを放送する局があった。
2025年3月現在、ローカル制作ではあるがNST新潟総合テレビが『NSTこんやのニュース』として20時54分からの放送を継続している。
ラテ欄は、「◇[N][天]」、「◇[字][N][天]」等という表記が多い。
番組テーマカラーは   黄緑と   黄色。

## キャスター
いずれも出演時点ではフジテレビアナウンサー。
| 2015.3.30 | 2016.4.1  | 大島由香里1・2 | 大村晟    | 境鶴丸 1     |
| 2016.4.2 | 2016.6.26 | 野島卓1        | 大村晟    | 春日由実1・3 |
| 2016.6.27 | 2016.10.2 | 野島卓1        | 石本沙織1 | 春日由実1・3 |
| - 1 最終版のニュースを兼務。 - 2 取材等で出演できない場合は木村拓也（月 - 水）、奥寺健（木・金）が担当。 - 3 不定期で内野泰輔が担当。 |           |                |           |              |

## 放送時間
- 毎日 20:54 - 21:00
  - 2015年10月4日から2016年3月27日までの日曜日は『日曜ファミリア』の放送時間が19:00 - 21:54だったため、本番組はこれに内包されていた（当該番組を同時ネットしていないテレビ大分、テレビ宮崎を除く）。

## 系列局での放送状況
※表内の「ネット」とはニュース部分を放送（ネット）することを指す（○は原則全曜日ネット）。△は週末など定期的な曜日のみ、×は原則的にネットしない系列局のことを指している。ただし、長時間特番時の中断ニュース、緊急ニュース時、重大ニュース時、年末年始の特別編成時などは変更されることもある。
| 放送対象地域   | 放送局                    | 系列                                         | 番組名                                                      | ネット | 備考・脚注 |
| -------------- | ------------------------- | -------------------------------------------- | ----------------------------------------------------------- | ------ | --- |
| 関東広域圏     | フジテレビ（CX）          | フジテレビ系列                               | こんやのニュース                                            | ○      | 【制作局】 |
| 北海道         | 北海道文化放送（uhb）     | フジテレビ系列                               | uhb NEWS                                                    | ×      | - |
| 岩手県         | 岩手めんこいテレビ（mit） | フジテレビ系列                               | こんやのニュース                                            | ○      | オープニングは、フジテレビからネットする。 |
| 宮城県         | 仙台放送（OX）            | フジテレビ系列                               | FNN仙台放送NEWS                                             | △      | |
| 秋田県         | 秋田テレビ（AKT）         | フジテレビ系列                               | こんやのニュース（日曜） AKTこんやのニュース（月曜 - 土曜） | △      | |
| 山形県         | さくらんぼテレビ（SAY）   | フジテレビ系列                               | さくらんぼテレビ こんやのニュース                           | ○      | |
| 福島県         | 福島テレビ（FTV）         | フジテレビ系列                               | FTVこんやのニュース                                         | ×      | |
| 新潟県         | 新潟総合テレビ（NST）     | フジテレビ系列                               | NSTこんやのニュース                                         | ×      | 2024年現在もローカルニュースとして放送中。 |
| 長野県         | 長野放送（NBS）           | フジテレビ系列                               | NBSニュース&天気                                            | △      | |
| 静岡県         | テレビ静岡（SUT）         | フジテレビ系列                               | FNNテレビ静岡ニュース                                       | △      | |
| 富山県         | 富山テレビ（BBT）         | フジテレビ系列                               | BBTニュースフラッシュ                                       | △      | |
| 石川県         | 石川テレビ（ITC）         | フジテレビ系列                               | 石川さん こんやのニュース                                   | ×      | 2024年現在もローカルニュースとして放送中。 |
| 福井県         | 福井テレビ（FTB）         | フジテレビ系列                               | 福井新聞ニュース（月～土） FNN福井テレビニュース（日）      | ×      | |
| 中京広域圏     | 東海テレビ（THK）         | フジテレビ系列                               | FNN東海テレニュース                                         | ○      | |
| 近畿広域圏     | 関西テレビ（KTV）         | フジテレビ系列                               | カンテレこんやのニュース                                    | ○      | 原則『こんやのニュース』をネット。 オープニングは「カンテレ」ロゴ入りに差し替え。 長時間特番時の中断ニュースでもこのタイトルに差し替え。 緊急時はローカルニュースに差し替えの場合あり。                                                            |
| 島根県・鳥取県 | 山陰中央テレビ（TSK）     | フジテレビ系列                               | TSKこんやのニュース                                         | △      | - |
| 岡山県・香川県 | 岡山放送（OHK）           | フジテレビ系列                               | こんやのニュース                                            | ○      | ニュースの後に提供している会社のCMを放送してから、 OHK制作の天気予報を行っていた。 提供会社表示だけでCMを作っていない会社の場合は、 ニュースの後に番宣CMを1個放送してから天気予報を行っていた。 天気予報終了後すぐに番組終了表示をしていた。       |
| 広島県         | テレビ新広島（TSS）       | フジテレビ系列                               | TSSこんやのニュース                                         | ○      | - |
| 愛媛県         | テレビ愛媛（EBC）         | フジテレビ系列                               | こんやのニュース                                            | ○      | - |
| 高知県         | 高知さんさんテレビ（KSS） | フジテレビ系列                               | SUNSUNこんやのニュース                                      | △      | - |
| 福岡県         | テレビ西日本（TNC）       | フジテレビ系列                               | FNN TNC NEWS                                                | ○      | 原則『こんやのニュース』をネット。 長時間特番時の中断ニュースでもこのタイトルに差し替え。 緊急時はローカルニュースに差し替えの場合あり。 ニュース終了後には天気予報を放送。                                                                        |
| 佐賀県         | サガテレビ（STS）         | フジテレビ系列                               | FNN SAGA TVニュース                                         | ×      | - |
| 長崎県         | テレビ長崎（KTN）         | フジテレビ系列                               | KTNニュース                                                 | ×      | - |
| 熊本県         | テレビ熊本（TKU）         | フジテレビ系列                               | TKUニュース                                                 | ×      | - |
| 大分県         | テレビ大分（TOS）         | フジテレビ系列 日本テレビ系列                | TOSニュース                                                 | ×      | - |
| 宮崎県         | テレビ宮崎（UMK）         | フジテレビ系列 日本テレビ系列 テレビ朝日系列 | UMK NEWS                                                    | △      | 『ユアタイム〜あなたの時間〜』告知は割愛（代わりにUMKの番組のCMが流れる）。 これはUMKが『ユアタイム』をネットしていないためである （UMKの全国ネットの最終版ニュースはTOSと同様に原則として 日本テレビ・NNNの番組をネットしている）。               |
| 鹿児島県       | 鹿児島テレビ（KTS）       | フジテレビ系列                               | FNN KTSニュース                                             | ○      | 原則『こんやのニュース』をネット。 長時間特番時の中断ニュースではタイトル差し替えは行わなかった。 2015年8月15日は桜島の噴火警戒レベルに関するニュースを伝える為に オープニングとエンディングのみネットを行い、本編はローカルニュースに差し替えた。 |
| 沖縄県         | 沖縄テレビ（OTV）         | フジテレビ系列                               | FNN OTVこんやのニュース                                     | ×      | 2015年9月28日より『FNN OTVニュース』から『FNN OTVこんやのニュース』に改題。 |